# عبدالرحمن عالم
عبدالرحمن عالم (زادهٔ ۱۳۲۹ در اردبیل) پژوهشگر علوم سیاسی و استاد بازنشسته دانشگاه تهران است. او یکی از استادان شناخته شده علوم سیاسی است و آثار متعددی در زمینه‌های  مبانی علوم سیاسی، فلسفه سیاسی و تاریخ اندیشه سیاسی تالیف کرده است.

## زندگی
عبدالرحمن عالم در سال ۱۳۲۹ در اردبیل متولد شد. او پس از طی تحصیلات ابتدایی و متوسطه در اردبیل، وارد رشته فلسفه دانشگاه تبریز شد اما پس از یک سال به دانشگاه تهران رفت تا علوم سیاسی بخواند. عالم در سال ۱۳۵۱ در مقطع کارشناسی و سپس در مقاطع کارشناسی ارشد روابط بین‌الملل و دکتری علوم سیاسی از دانشگاه تهران فارغ‌التحصیل شد.
به گفته خودش فعالیت‌های او در تالیفات متعدد‌اش در حوزه علوم سیاسی، تحت تاثیر حمید عنایت بوده است.

## آثار
عالم بخش قابل توجه‌ای از کتب آموزشی علوم سیاسی به زبان فارسی را تالیف کرده است. روابط و حقوق بین‌الملل، علوم سیاسی و اندیشه سیاسی مهم‌ترین زمینه‌های فعالیت علمی او بوده است.
کتاب‌های عبدالرحمان عالم عبارت‌اند از:

### تألیفات
- چین: سیاست خارجی و روابط با ایران. دفتر مطالعات سیاسی و بین‌المللی (وزارت امور خارجه)، ۱۳۶۴.
- مفهوم تجاوز در حقوق بین‌الملل. دانشکده حقوق و علوم سیاسی، ۱۳۶۵.

مستقیمی قمی، بهرام و عبدالرحمن عالم. تجاوز عراق به ایران و موضعگیری سازمان ملل متحد. مرکز مطالعات عالی بین‌المللی دانشگاه تهران، ۱۳۶۶.
- بنیادهای علم سیاست. نشر نی، ۱۳۷۳.
- تاریخ فلسفه سیاسی غرب (از آغاز تا پایان سده‌های میانه). وزارت امور خارجه، ۱۳۷۶.
- تاریخ فلسفه سیاسی غرب (عصر جدید و سده نوزدهم). وزارت امور خارجه، ۱۳۷۷.
- اندیشه‌های سیاسی چین باستان. دفتر مطالعات سیاسی وزارت خارجه، ۱۳۷۸.
- سیاست و حکومت جدید. نشر قومس، ۱۳۸۴.

### ترجمه‌ها
- چپ ناسیونالیستی عرب.  نوشته طارق، اسماعیل. دفتر مطالعات سیاسی، ۱۳۶۹.
- روشنفکران عرب و غرب. نوشته شرابی، هشام. دفتر مطالعات سیاسی، ۱۳۶۹.
- سه جانبه خواهی یا کمیسیون سه جانبه. نوشته اسکالر، هالی. نشر فرهنگ اسلامی، ۱۳۶۹.
- روابط بین المللی در جهان متغیر. نوشته فرانکل، جوزف. دفتر مطالعات سیاسی وبین‌المللی، ۱۳۷۰.
- گرایشهای سیاسی در جهان عرب. نوشته خدوری، مجید. دفتر مطالعات سیاسی، ۱۳۷۶.
- نقد و بررسی آثار بزرگ سیاسی سده بیستم. نوشته فوریست و کینز. دانشگاه تهران، دانشکده حقوق و علوم سیاسی، ۱۳۸۱.
- مقدمه نظریه سیاسی. نوشته اندرو هیوود. نشر قومس، ۱۳۸۳.
- سیاست. نوشته اندرو هیوود.  تهران: نشر نی، ۱۳۹۲.
- ایده‌ها وایدئولوژی‌ها، تاریخ اندیشه سیاسی. نوشته سیبلی، مالفورد. . نشر نی، ۱۳۹۴.
- سیاست جهانی. نوشته اندرو هیوود.  تهران: قومس، ۱۳۹۵.